# Silene karaczukuri
Silene karaczukuri är en nejlikväxtart som beskrevs av Boris Fedtjenko. Silene karaczukuri ingår i släktet glimmar, och familjen nejlikväxter. Inga underarter finns listade i Catalogue of Life.